# Ajeossi
Ajeossi (아저씨) comercialitzada internacionalment com The Man from Nowhere és un thriller d'acció de Corea del Sud del 2010 protagonitzat per Won Bin i escrit i dirigit per Lee Jeong-beom. Va ser la pel·lícula més taquillera de Corea del Sud el 2010 i va tenir 6,2 milions d'entrades. La pel·lícula segueix la història d'un home misteriós i ombrívol que s'embarca en un sagnant furor quan l'única persona que sembla entendre'l és segrestat.
La pel·lícula es va estrenar als Estats Units i al Canadà l'1 d'octubre de 2010, on també marca l'aparició final a la pantalla de Won Bin a partir del 2020. Rocky Handsome, un remake indi protagonitzat per John Abraham, fou estrenada el 2016.

## Argument
Cha Tae-sik és un home tranquil que dirigeix una casa d'empenyorament. La seva única amiga és una nena, So-mi, que viu al mateix barri. La mare de So-mi, Hyo-jeong, és una gogó i addicta a l'opi. Instada pel seu amant, Hyo-jeong roba un gran paquet d'opi que es ven al bar on treballa i l'amaga en una bossa de càmera, que empenyora a Tae-sik perquè la guardi. L'acció de Hyo-jeong crida l'atenció del senyor del crim Oh Myung-gyu, que encarrega als seus subordinats, els germans Man-seok i Jong-seok, recuperar l'opi. Jong-seok localitza Hyo-jeong, la tortura davant de So-mi i l'obliga a revelar on són les drogues. Els seus lacais, en Du-chi i en Bear, van al lloc d'en Tae-sik per intimidar-lo, però ell els domina fàcilment.
En adonar-se que Tae-sik té debilitat per a So-mi, Jong-seok la segresta i l'obliga a lliurar opi a Oh Myung-gyu. Man-seok informa a la policia, fent-los envoltar la propietat de Myung-gyu. Myung-gyu s'escapa, mentre Tae-sik és arrestat i descobreix el cos de Hyo-jeong, amb els seus òrgans recollits, a la part posterior del cotxe que va utilitzar per fer el lliurament. Tae-sik s'escapa de la comissaria, alarmant-los amb la seva demostració d'habilitats de combat. Després d'una investigació més profunda, els agents de policia descobreixen que era un antic operatiu encobert de la Intel·ligència de l'Exèrcit de Corea del Sud, amb nombroses elogis, però es va retirar després que ell fos ferit i la seva dona embarassada fos assassinada per un sicari.
Seguint l'exemple del telèfon que va rebre de Jong-seok, Tae-sik rastreja Du-chi a una discoteca. Mentre pregunta on són els germans, Ramrowan entra i dispara a Tae-sik, matant a Du-chi en el foc creuat. Els dos lluiten fins a un punt mort i Tae-sik rep un tret.
Sagnant, Tae-sik troba la seva antiga parella, que li fa una cirurgia d'urgència per treure la bala. Tae-sik es recupera, demana a la seva parella que l'ajudi a adquirir una pistola i després torna a la ciutat. Tae-sik troba i allibera diversos nens esclaus en una planta de fabricació de drogues, i en el procés mata a Jong-seok. Localitza el germà gran, Man-seok, a l'apartament de la banda, on també l'esperen una dotzena de membres de la banda i Ramrowan. Man-seok diu que ha matat a la So-mi i li mostra a la Tae-sik un contenidor que té el que diu que són els seus ulls. Demana saber què li va passar al seu germà petit.
Enfurismat, Tae-sik mata els membres de la banda, inclosos Ramrowan i Man-seok. Mentre Tae-sik es prepara per suïcidar-se de dolor, una So-mi espantada, bruta, però il·lesa emergeix de la foscor; l'havia salvat Ramrowan, que es va apiadar d'ella perquè havia estat amable amb ell: els ulls del contenidor pertanyien al cirurgià dels gàngsters, que havia estat assassinat fora de càmera per Ramrowan. La policia permet que la Tae-sik i la So-mi pugin junts després de l'arrest de Tae-sik, mentre ella dorm. Tae-sik els demana que es deixin anar a una petita botiga de conveniència on compra una motxilla juntament amb altres materials escolars. Li diu a la So-mi que estarà sola, ja que la policia se l'ha de portar. Abans de marxar, li demana una abraçada i es trenca a plorar mentre s'abracen.

## Repartiment
- Won Bin - Cha Tae-sik
- Kim Sae-ron - So-mi
- Kim Hee-won - Man-seok
- Kim Sung-oh - Jong-seok, germà de Man-Seok
- Kim Tae-hoon - Detectiu Kim Chi-gon
- Thanayong Wongtrakunl - Lum Ramrowan
- Lee Do-gyeom - Noi treballador
- Kim Hyo-seo - Hyo-jeong, mare de So-mi
- Lee Jong-yi - Detectiu No
- Song Young-chang - Oh Myung-gyu
- Jo Seok-hyuon - Moon Dal-seo
- Jo Jae-yoon - Jang Doo-sik
- Hong So-hee - Yeon-soo
- Hwang Min-ho - Nam Sung-Sik
- Kwak Byung-Kyu - Detectiu Kim
- Lee Jae-won - Du-chi

## Estrena
Durant el cap de setmana d'estrena del 6 al 8 d'agost, la pel·lícula va registrar 712.840 entrades, ocupant el lloc número 1 a les llistes de taquilla durant cinc setmanes consecutives. Havia venut un total de 6.228.300 entrades quan va acabar la seva actuació cinematogràfica el 17 de novembre de 2010. La pel·lícula va recaptar un total de 42.484.155 dòlars dels Estats Units a Corea del Sud. L'1 d'octubre de 2010 CJ Entertainment va donar a la pel·lícula una estrena limitada als cinemes estatunidencs on va recaptar 35.751 dòlars dels Estats Units en 1 sala el seu cap de setmana d'estrena. Després d'ampliar l'estrena fins a 19 sales, la pel·lícula va recaptar 528.175 dòlars als Estats Units. i Canadà.

## Recepció
A l'agost de 2013, sis de sis crítics van donar crítiques positives a Rotten Tomatoes. Un d'aquests crítics, Russell Edwards de Variety, va escriure: "La violència brutal domina el thriller coreà dinàmic The Man From Nowhere. L'esponsor local Won Bin (Mother, Tae Guk Gui) es transforma en un heroi d'acció a l'escriptor i director Lee Jeong-beom el fil ràpid i amarat de sang sobre un home misteriós que es veu atrapat en una guerra de bandes mentre intenta protegir una nena, recordant El professional de Luc Besson."

## Guardons
- 2010: (19è) Buil Film Awards – October 8[9]
  - Millor música: Shim Hyun-jung
  - Premi especial (Jurat independent): The Man from Nowhere
- 2010 (19è) Festival de Cinema de Philadelphia – October 14–24
  - "Graveyard Shift Special Mention": The Man from Nowhere
- 2010: (47ns) Grand Bell Awards – October 29[10]
  - Millor actor: Won Bin
  - Premi de popularitat: Won Bin
  - Millor edició: Kim Sang-bum, Kim Jae-bum
  - Millors efectes visuals: Kim Tae-ui
- 2010: (8ns) Korean Film Awards – November 18[11][12]
  - Millor actor: Won Bin
  - Millor actriu revelació: Kim Sae-ron
  - Millor fotografia: Lee Tae-yoon
  - Millor il·luminació: Lee Cheol-oh
  - Millor edició: Kim Sang-bum, Kim Jae-bum
  - Millors efectes visuals: Park Jung-ryul (per a escenes d'acció)
  - Millor música: Shim Hyun-jung
- 2010: (31ns) Blue Dragon Film Awards – November 26[13]
  - Premi tècnic: Park Jung-ryul (per a escenes d'acció)
  - Premi de popularitat: Won Bin
  - Premi de taquilla: The Man from Nowhere

## Remake
El març de 2012, Dimension Films va adquirir els drets per fer un remake en anglès de The Man From Nowhere; Els plans són que Shawn Christensen, que va escriure i dirigir el curtmetratge de 2012 Curfew, escrigués l'adaptació. El 5 d'agost de 2020, es va informar que el remake serà produït pel director de John Wick Chad Stahelski i Jason Spitz amb un guió proporcionat per Derek Kolstad per a New Line Cinema.
Un remake indi titulat Rocky Handsome, dirigit per Nishikant Kamat i protagonitzat per John Abraham es va estrenar el març de 2016.